# Cornaro Katalin, Ciprus királynője (opera)
Cornaro Katalin, Ciprus királynője (vagy Cornaro Katalin, Cyprus királynője) Fáy Gusztáv utolsó operája. Az eredetileg háromfelvonásosra tervezett műből mindössze az első két felvonás készült el. Az első felvonás valószínűleg Fáy Béla műve. Az operát Erkel Gyula hangszerelte. A bemutatójára 1870. május 19-én került sor a zeneszerző halálának negyedik évfordulóján.

## Szereplők
| Szereplő                           | Hangfekvés |
| ---------------------------------- | ---------- |
| Cornaro Katalin, Ciprus királynője | szoprán    |
| Cornaro András, apja               | bariton    |
| Gerard, fiatal francia nemes       | tenor      |
| Loredano, velencei szenátor        | bariton    |

## Szinopszis

### Első felvonás
Cornaro András velencei patrícius eljegyzi lányát, Katalint Gerard francia lovaggal, de a Tízek Tanácsa Loredano szenátor befolyására felbontja a köteléket és Katalint Ciprus öreg királyához kényszeríti feleségül, hogy a király halála után a sziget Velence fennhatósága alá kerüljön. Gerard csalódásában karddal támad Katalin apjára.

### Második felvonás
A második felvonás egy lagunán játszódik. Gerard meg akarja szöktetni Katalint, de Loredano emberei ebben megakadályozzák. Gerard szökni kényszerül, Katalin Ciprus királynéja lesz. (A harmadik felvonás nem készült el).